# جبل سيمناكوك
جبل سيمانكوك هو جبل في ماليزيا يبلغ ارتفاعه 1,830 متراً ( 6,004 قدم). تقع قمته على الحدود بين ولايتي فهغ وسلاغور، ويُعد أعلى نقطة في ولاية سيلانغور. يقع الجبل على القرب من هضبة فريزر [الإنجليزية].